# Lagarteiro-preto
Lagarteiro-preto (Campephaga flava) é uma espécie de ave da família Campephagidae.
Pode ser encontrada nos seguintes países: Angola, Botswana, Burundi, República Democrática do Congo, Etiópia, Quénia, Malawi, Moçambique, Namíbia, Ruanda, Somália, África do Sul, Sudão, Suazilândia, Tanzânia, Uganda, Zâmbia e Zimbabwe.
Os seus habitats naturais são: florestas subtropicais ou tropicais úmidas de baixa altitude, savanas áridas e matagal árido tropical ou subtropical.